# Qiu Jie
Pour les articles homonymes, voir Jie.
Qiu Jie, né en 1961 à Shanghai, est un artiste peintre chinois.

## Biographie
Qiu Jie est né en 1961 à Shanghai. Diplômé des Beaux-arts de Shanghaï en 1981, Qiu Jie poursuit une carrière de designer et de décorateur pour le compte d’une compagnie d’état. Pendant six ans, il voyage en Chine, à la recherche d’inspiration. Sa passion le mène au département d'art de l'Université de Shanghai, où il apprend à dessiner sous le prisme du réalisme, mouvement artistique officiel de l’époque. En 1985, il présente sa première exposition individuelle au Palais de la Culture Xu Hui de Shanghai. Qiu déménage en Suisse, à Genève où il poursuit ses études à l’École des Beaux-Arts de laquelle il est diplômé en multimédia en 1994.
Ses prix et récompenses incluent le premier prix des Arts Visuels du concours de Genève (1994), le prix fédéral des Beaux-Arts, Genève (1995), une bourse pour son studio accordée par la ville de Genève (1996), la bourse Simon I. Patino accordée par La Cité des Arts, Paris (1995). 
Il expose dans de nombreux musées et galeries internationaux tels : le Musée d’Art Contemporain de Bale; le Musée d’Art Moderne et Contemporain de Genève; le Musée Rath, Genève, le Kunsthalle, Bern, Suisse; la Saatchi Gallery, Londres et Lille; la Biennale de Venise; le Musée des Beaux-Arts de Shanghai; la Biennale de Shanghai; le Musée d’Art Contemporain de Shanghai; le Musée Today Art, Pékin. L’artiste vit et travaille à Genève, Suisse. 

## Œuvre
Élevé durant la Révolution Culturelle, Qiu Jie reproduit des images de propagande de soldats, d'ouvriers et d'agriculteurs issues des journaux locaux. Son art puise à cette source du réalisme socialiste chinois et ses études en multimédia à Genève. Les dessins au crayon de Qiu Jie confrontent l'histoire de la société chinoise et la culture occidentale contemporaine, le photoréalisme occidental et la propagande socialiste, la perspective traditionnelle et la calligraphie. Son esthétique noir et blanc vient délicatement se mêler à des taches éparses de rouge, non sans rappeler la couleur phare des dazibao de la Révolution Culturelle en Chine. La couleur rouge rappelle également l'encouragement de Mao Zedong à moderniser la peinture à l'encre durant les années 1950.
Dans chaque dessin, Qiu Jie s’inspire d’images existantes extraites d’une infinité de sources (journaux, publicités, peintures, photographies – passées, présentes, personnelles, publiques, narratives, descriptives, sociales, politiques -). Ce terreau initial catalysant l’imagination et la créativité de l’artiste est l’origine d’une étonnante recomposition : Qiu Jie, tel un romancier, fait appel à ces personnages ou éléments de contexte existants pour écrire sa propre histoire. Ces composants sont alors imbriqués, reliés, au service d’une intrigue et d’un schéma narratif. Deux niveaux de lecture découlent de cette méthode d’écriture : la nouvelle histoire que l’artiste compose se mêle à chaque histoire individuelle, à l’origine du dessin. Chaque élément est donc indépendant tout en étant lié au tout.[Interprétation personnelle ?]
Qiu Jie signe ses œuvres avec les caractères Ta xiang shan ren, « L’homme qui vient d’autres montagnes ».

## Source
- Laura Vigo, « Qiu Jie, l'homme qui vient d'autres montagnes », Revue M du Musée des beaux-arts de Montréal,‎ été 2014, p. 19 (ISSN 1715-4820).